# Maurice de Becque
Maurice Jaubert de Becque est un illustrateur et peintre français, né le 7 avril 1878 à Saumur et mort à Plougasnou le 28 février 1938.

## Biographie
Maurice de Becque a illustré plus de 30 livres, la plupart chez les éditions Crès. Pour l'illustration des pièces condamnées de Baudelaire, il a utilisé le pseudonyme de Maurice d'Attys.

## Illustrations

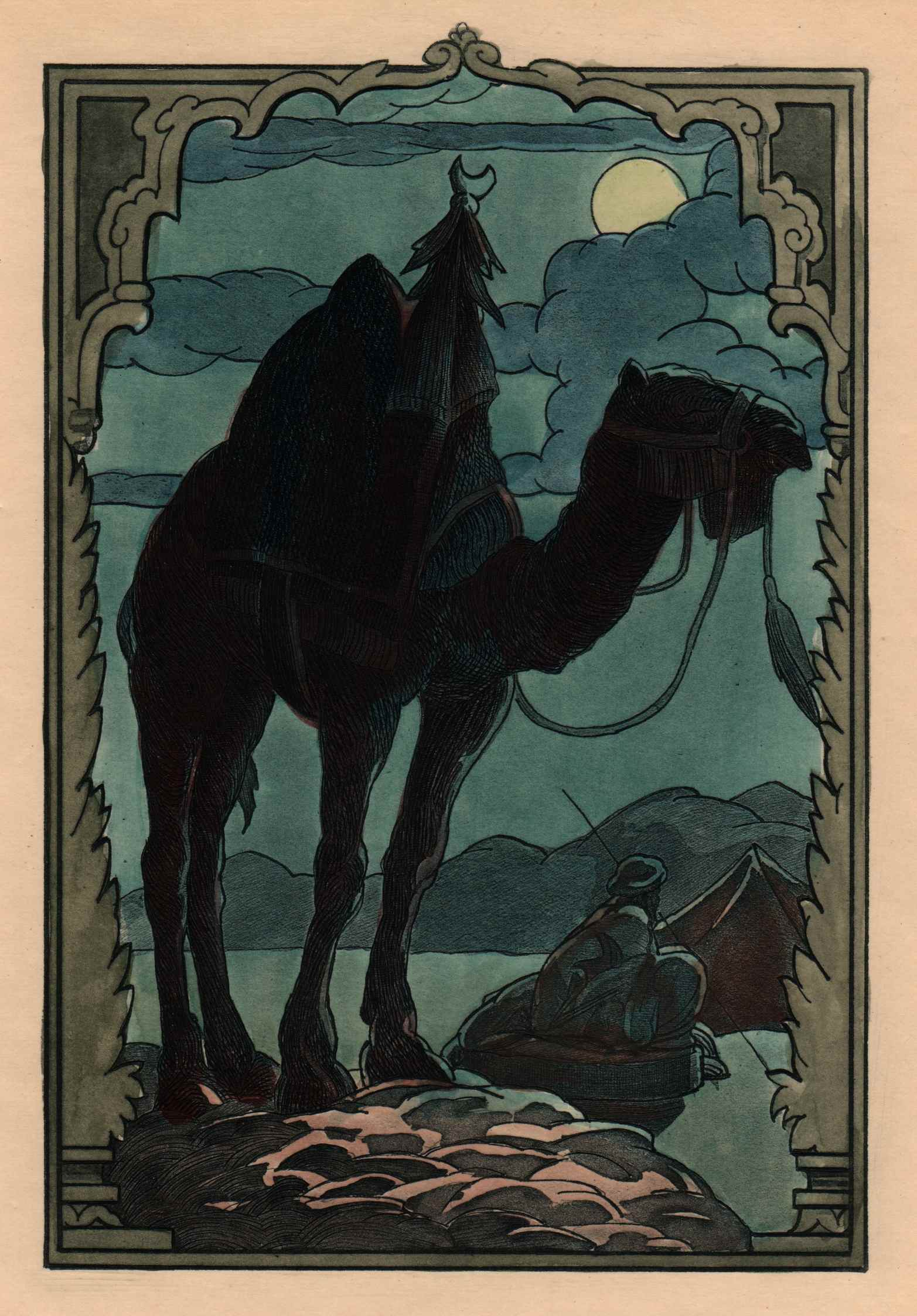
Hors-texte de Nouvelles asiatiques de Gobineau.

- Blaise Pascal, « Pensées », bois par Jeanne-Flore Dété, éditions Georges Crès, 1916
- Louis Veuillot, « Les Odeurs de Paris », avec Pierre-Eugène Vibert, Crès 1917
- Juvénal, Satire sur les femmes, illustré de 30 eaux-fortes originales en couleurs, Éditions de la Lampe d'or, 1923
- Joseph Arthur de Gobineau, Nouvelles asiatiques, 12 hors-texte et 40 bois en 2 tons, Crès, 1924.
- Rudyard Kipling, Le Livre de la jungle, Paris, Éditions du Sagittaire, 1924
- Leconte de Lisle, Poésies complètes. Texte définitif avec Notes et Variantes. 4 volumes. Paris, Librairie Alphonse Lemerre, 1927-1928
- Le Véritable Roman de Renart. Chez Maurice de Becque, peintre et graveur. 1930 2 vol. gd in-4°.40 eaux-fortes en couleurs. Justification du tirage : 12 exemplaires sur Japon ancien, avec plusieurs suites, aquarelles et cuivres ; 60 sur Japon Impérial avec une suite en noir ; 110 sur Hollande les 10 premiers avec une suite en noir et une aquarelle originale, les 100 suivants la suite en noir ; 18 hors-commerce sur différents papiers.
- Jack London, L'Appel de la forêt, chez l'auteur, tiré à 38 exemplaires, 1931 Gd. in-4°, 32 eaux-fortes en couleurs. Justification du tirage : 8 sur Japon avec différentes suites ; 22 sur Hollande Van Gelder (numérotés 9 à 30) avec une suite en noir ; 8 hors-commerce numérotés I à VIII sur vélin ou sur Japon, avec une suite en noir.